# Лена Галленгрен
Лена Галленгрен (швед. Lena Hallengren) — шведська політична та громадська діячка. Членкиня Соціал-демократичної партії, міністерка у справах дітей, літніх людей та гендерної рівності з 2018 року.
Є членкинею Риксдагу з 2006 року. Раніше працювала на посаді заступниці міністра освіти, з 2002 по 2006 рік.
З 8 березня 2018 року на посаді міністра справах дітей, літніх людей та гендерної рівності у кабінеті Стефана Левена.

## Біографія
Народилася 25 грудня 1973 року в місті Кальмар однойменного лена Швеції.
Здобувши педагогічну освіту, викладацькою діяльністю не займалася.
Політикою почала займатися з середини 1990-х. Членкиня Шведської соціал-демократичної молодіжної ліги (SSU, Sveriges socialdemokratiska ungdomsförbund). У SSU була: секретаркою профспілки в 1999—2002 роках, членкинею профспілкової ради в 1995—2002 роках. Була членкинею муніципальної ради і заступницею голови міської ради Кальмара. Також деякий час працювала політичною секретаркою в муніципалітеті округу Кальмар в 1996—1998 роках.
З 2002 по 2006 рік в уряді прем'єр-міністра Швеції Ганса Перссона обіймала посаду заступниці міністра освіти, відповідаючи за дошкільну освіту, а також за освіту і справи молоді.
Після парламентських виборів в Швеції 2006 року Лена Галленгрен увійшла до риксдагу і була членкинею комітету з питань довкілля та сільського господарства (2006—2009 роки), а потім очолювала комітет з транспорту і зв'язку (2009—2010 роки) і комітет з освіти (2014—2018 роки).
З 8 березня 2018 року Лена Галленгрен займала пост міністерки у справах дітей, літніх людей та гендерної рівності в кабінеті прем'єр-міністра Стефана Левена, змінивши на цій посаді Осу Регнер, яка пішла у відставку.
21 січня 2019 року призначена керувати Міністерством соціальних справ в шведському уряді.
Займаючись також громадською діяльністю, є з 2018 року членкинею ради директорів Глобального партнерства з викорінення насильства проти дітей (Global Partnership to End Violence Against Children).

##### Особисте життя
Лена Галленгрен одружена з Йонасом Геллбергом, який працює в окружній раді округу Кальмар і керує на громадських засадах театром Vallens soppteater в Кальмарі.